# サンキューピッチ
『サンキューピッチ』は、住吉九による日本の漫画。ウェブコミック配信サイト『少年ジャンプ+』（集英社）にて、2024年9月3日から火曜隔週更新で連載中。

## あらすじ
神奈川県の高校球児の間である噂が流れていた。それは「野球部狩り」。夜に野球の練習をすると謎の男が現れて投手として3球勝負を挑まれる。その実力たるや、腕に覚えのあるバッターですら球に触れることもできないほどだったという。甲子園出場を目指す横浜霜葩高校野球部主将小堀へいたは男の正体が同じ高校の生徒だと見抜き、野球部に勧誘するため自ら餌となって3球勝負に誘い出すことに成功。その男、桐山不折は、噂にたがわぬ剛速球を披露する。しかし、彼には野球をできない理由があった。

## 登場人物

### 横浜霜葩高校野球部
桐山不折（きりやま ふせつ）
3年生、投手。右投左打。ツノのような癖毛があって長髪。中学時代は「野球の神様に愛されている」と言われるほどの有望選手だったが、右ひじを負傷。その後遺症で1日に3球しか全力投球できないイップスに陥り、引退する。野球への未練から、高校球児の元に行っては3球勝負を挑む「野球部狩り」を行っていたが、野球部主将小堀に見込まれてワンポイントリリーフの切り札として野球部にスカウトされる。
全力投球では160キロ以上の剛速球を投げるが、全力投球以外ではヘロヘロのスローボールしか投げることは出来ない。決め球として急降下するような角度で曲がるナイアガラフォークがある。打撃は昔は打てたが、怪我で振れなくなった。
「坊主は高校球児の神聖な髪型だから」と坊主から距離を取るために髪を伸ばし続けている。
小堀へいた（こぼり へいた）
3年生、二塁手で主将も務める。試合中はスポーツ眼鏡で童顔。マネージメントやコミュニケーションの能力、交友関係の広さが高校生離れしており、主将として野球素人の監督に代わって練習メニューの考案や他校との折衝と試合組みまでこなす。選手としては派手さはないものの、守備においては「セカンドに転がれば安心」と言われる実力を持つ。温厚な性格だが、甲子園出場のためならば冷酷な決断も厭わず、チームメイトへの過酷な「実験」に胸を躍らせる一面もある。
広瀬洋二（ひろせ ようじ）
3年生、捕手。肌は色黒で髪はツートン黒白。髪の白い部分は白髪。
強肩かつバッティングでも四番を張る実力者。その力は野球での推薦の話が来るほどだが、自分の野球人生の限界を理解しており、将来はスポーツ科学の研究者を目指している。頭脳面も優れており、小堀と共にチームの戦術の中核を担う。
三馬正磨（みま しょうま）
3年生、エースピッチャー。童顔でオールバック。速度だけでなく高いコントロールも備えたピッチャーで、多彩な変化球を操る。幼い容姿に反して短気で気が強く、調子に乗りやすい。その一方で逆境に非常に弱く、何かの要因でプレッシャーを感じると幼少期の自分の幻覚が現れて気分を落ち込ませてしまう悪癖を抱えており、ピッチングにも影響が出る。小堀が桐山を勧誘したのは、この弱点を補うためである。打撃は9番。
広瀬とは幼馴染のバッテリーで正ちゃん、洋ちゃんと呼び合う仲。物事を深く考えない気質で頭脳面はほぼ広瀬に頼り切りだが、エースとしての自負は強い。
伊能商人（いのう あきんど）
1年生。野球歴2ヶ月で補欠。黒髪でポニーテール。野球部の中でも随一の変人で、何か難しい目標を立ててそれを攻略する過程を楽しむことを生きがいとしている。勝負のためなら努力を惜しまず、桐山との対決の時は100球全てファウルにできるまで6時間ぶっ続けでカット打法の練習をしていた。
桐山の秘密を聞きつけ、甲子園で本を出すという目標のためにレギュラー入りをかけて対決を挑む。
試合中はベンチにいるので、阿川の質問に対しての解説役になることが多い。
阿川美奈子（あがわ みなこ）
監督。ガタイがいい女性で、普段は古典の教師。野球のルールをまともに理解していないため監督としてほとんど機能しておらず、指揮は主将の小堀に任せている。ことあるごとに小堀や伊能に説明を受けるなど「野球のルールに詳しく無い読者のための素人キャラ」の役割を担っている。酒飲みで慢性的な赤ら顔のため学校でも酔っているのではないかと疑われているが、本人は否定している。監督就任時は制服と金髪ロールのウィッグを着用したお嬢様キャラで行こうとしたが、不評に終わった。

### 伊勢原聖テレーズ学園高校野球部
轟大愚（とどろき たいぐ）
ポジションは投手。高校1年生だが「千年に一度の高校球児」とも言われており、日本で最もプロから注目されている選手。表向きには「強豪校に強い選手が集まることに疑問を持ち、あえてそこそこの学校に入った」と英雄視されている。なお本人はメディアでアイドルのように扱われる現状に強い不満を持っているが、周囲がその本性がバレることを全力で阻止している。中3の頃に修学旅行反対のデモを1人だけで行って真澄のいる公立中学に転校し、エースの座を奪った。聖テレに来たのは野球は1人でも勝てることを証明するため。
相手の才能、性格、人格等をRPGキャラ風に見ることができる観察眼を持つ。
投打ともに天才的な実力を持つものの投球練習をしないためコントロールが荒い。打順は一番で1人で点を取るためホームラン狙い。
真澄賢悟（ますみ けんご）
ポジションはキャッチャー。轟とは中三の頃からバッテリーを組んでいるが、自身よりも遥かに野球の才能に秀でていた轟にエースピッチャーの座を奪われた過去がある。純（じゅん）という妹を溺愛しているシスコン。実家はかなり貧乏。
轟につぐ実力があるが夏大会まで目立たないために9番を打ち実力を隠している。

## 用語
県立横浜霜葩高校（けんりつよこはまそうはこうこう）
桐山らが通う公立高校。所在地は神奈川県横浜市。通称ハマソウ。校章は雪の結晶と梅の花を組み合わせたデザイン。偏差値はそこそこ良い。
公立ながらも今年の野球部3年生は粒揃いで、私立の中堅にも負けていない実力を持つ。野球部部員は32名。3年生17名、1、2年生は15名。
伊勢原聖テレーズ学園高校（いせはらせいテレーズがくえんこうこう）
私立高校。通称聖テレ。横浜霜葩が練習試合を行った。
野球部は無名で、ほぼ轟のワンマンチーム。
神奈川実業高校
桐山が入る前に横浜霜葩が練習試合を行った高校。桐山が野球部主砲相手に野球部狩りを行った。私学の中堅校。

## 書誌情報
- 住吉九『サンキューピッチ』 集英社〈ジャンプ・コミックス〉、既刊2巻（2025年5月2日現在）
  1. 2025年1月4日発売[3][4]、ISBN 978-4-08-884305-6
  2. 2025年5月2日発売[5]、ISBN 978-4-08-884499-2